# Ребріха (селище)
Ребрі́ха (рос. Ребриха) — селище у складі Ребріхинського району Алтайського краю, Росія. Адміністративний центр та єдиний населений пункт Станційно-Ребріхинської сільської ради.

## Населення
Населення — 2441 особа (2010; 2660 у 2002).
Національний склад (станом на 2002 рік):
- росіяни — 94 %